# Arthur Kauffmann
Arthur I. Kauffmann (geboren 11. Juni 1887 in Stuttgart; gestorben 1983) war ein deutsch-britischer Kunsthistoriker und Kunsthändler.

## Leben
Arthur Kauffmann war ein Sohn des Kaufmanns Raffaele Kauffmann und der Fanny Levy. Er studierte an der TH Berlin, der Universität Erlangen und an der École du Louvre und wurde 1910 mit einer Dissertation über Giocondo Albertolli in Erlangen promoviert. Er ging nach Paris, um im Auktionshaus Hôtel Drouot den Beruf eines Kunstauktionators zu lernen. Kauffmann war Soldat im Ersten Weltkrieg und wurde zum Bataillonskommandeur befördert.
Kauffmann trat 1919 in das Geschäft des Münchener Kunsthändlers Hugo Helbing ein und baute die Niederlassung in Frankfurt am Main in der Bockenheimer Landstraße 8 auf. Er erhielt Prokura und wurde 1923 zum Partner. Er heiratete 1922 die aus Riga stammende Ärztin Tamara Karp, der Sohn Edgar Alexander „Sascha“ Kauffmann wurde in England Arzt, der Sohn Claus Michael Kauffmann wurde Kunsthistoriker.
Kauffmann gab bis 1937 51 Auktionskataloge heraus. Nachdem Helbing sich 1934 aus dem Geschäft zurückgezogen hatte, war er alleiniger Besitzer. Nebenher wirkte er als Lehrer und Schulrat am Philanthropin und ehrenamtlich im Frankfurter Jüdischen Museum.
Nach der Machtübergabe an die Nationalsozialisten 1933 sollte in Frankfurt 1935 die Zulassung des Geschäfts nicht mehr erneuert werden. Nach einem Protest aus der lokalen Wirtschaft wegen der Bedeutung der bei Helbing abgehaltenen Kunstauktionen für den Tourismus konnte Kauffmann bis 1938 noch eingeschränkt weiterarbeiten. 1938 wurde der Besitzer der Immobilie Maximilian von Goldschmidt-Rothschild zum Verkauf genötigt, und nach einem Umbau durch die Stadt Frankfurt machte dort im Sommer 1939 die Wanderausstellung Entartete Kunst Station. Kauffmann und seiner Familie gelang 1938 die Emigration nach Großbritannien; Hugo Helbing starb 1938 durch Verletzungen, die ihm bei den Novemberpogromen 1938 zugefügt worden waren.

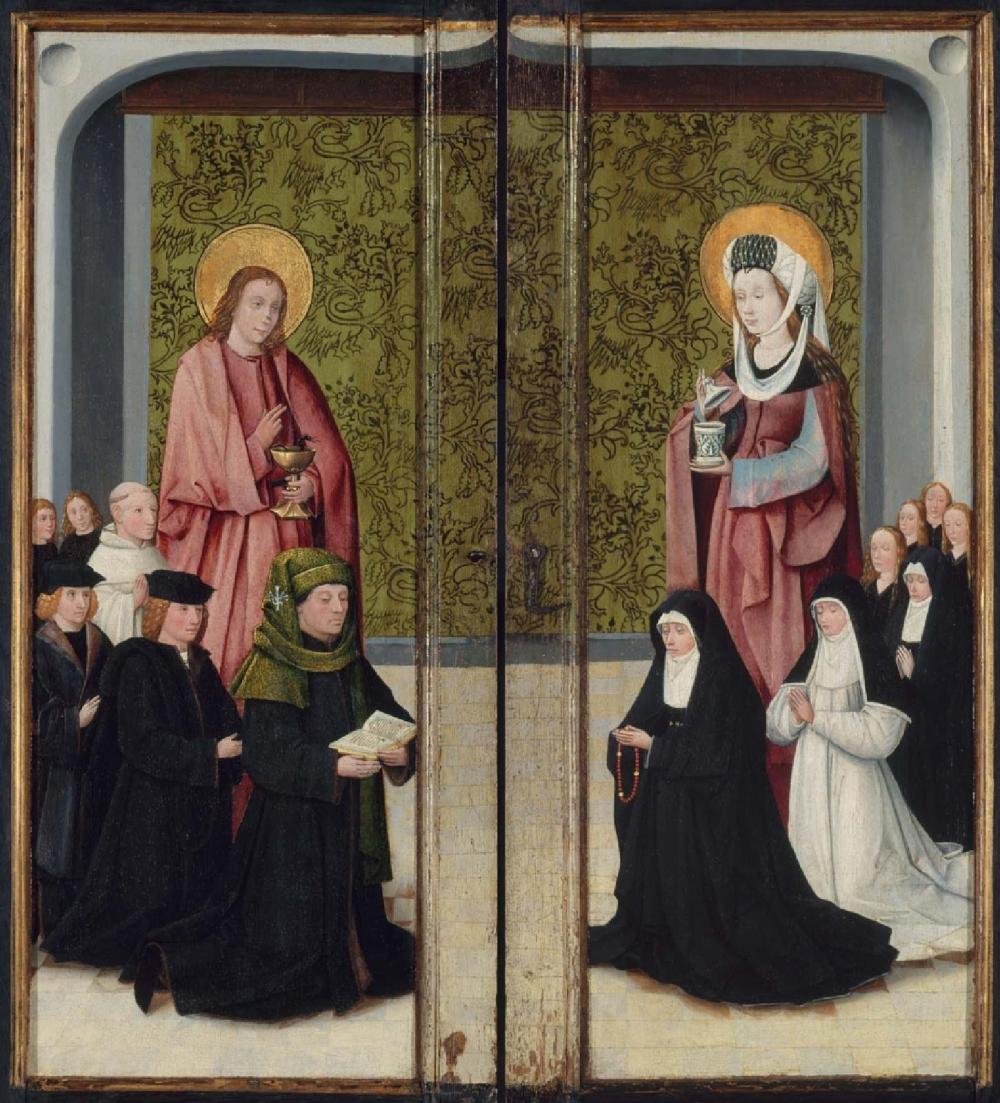
Aus der Werkstatt des Hieronymus Bosch, von Kauffmann als Geschenk nach Boston

Kauffmann eröffnete 1939 eine Galerie im Londoner West End. Er erhielt 1947 die britische Staatsbürgerschaft. Er arbeitete nach dem Krieg als Berater für private Kunstsammler, beriet den Schweizer Sammler Emil Georg Bührle und wirkte nach dessen Tod 1956 beim Aufbau der Stiftung Sammlung E. G. Bührle mit. Er schenkte 1956 die Seitentafeln eines Tryptychons aus der Werkstatt des Hieronymus Bosch dem Museum of Fine Arts, Boston. Kauffmann war Mitglied der British Antique Dealers’ Association und der Oriental Ceramic Society.

## Schriften (Auswahl)
- Giocondo Albertolli der Ornamentiker des italienischen Klassizismus. Heitz, Straßburg 1911. Erlangen, Univ., Diss., 1910
- Ein chinesisches Wirkbild aus der Sammlung Sproesser. In: Der Cicerone, Leipzig. 16 (1924), S. 812–813
- Sammlung Dr. Stefan von Licht, Wien Handzeichnungen und Aquarelle alter und moderner Meister des 16. bis 19. Jahrhunderts. Helbing, Frankfurt am Main 1927.
- Gemälde aus Museumsbesitz, Antiquitäten aus verschiedenem Besitz: Versteigerung: Mittwoch, 24. Juni 1936, vormittags 10 Uhr und nachmittags 3 Uhr, Hugo Helbing, Frankfurt am Main, Kunsthandlung und Kunstversteigerungshaus, Inh. Dr. Arthur Kauffmann, Bockenheimer Landstrasse 8. Hugo Helbing, Frankfurt am Main 1936.
- Kunstbesitz eines Berliner Sammlers: Versteigerung: Dienstag, 23. Juni 1936, vormittags 10 Uhr und nachmittags 3 Uhr. Hugo Helbing, Frankfurt am Main 1936.
- Stiftung Sammlung E. G. Bührle = Foundation E. G. Bührle Collection = Fondation Collection E.G. Bührle. Artemis, Zürich 1971.